# Karin Lohnická
Karin Lohnická, provdaná Hodoňová, (* 7. září 1968 Bojnice) je bývalá československá sportovní plavkyně.

## Sportovní kariéra
Narodila se do plavecké rodiny. Otec Petr Lohnický patřil k nejúspěšnějším československým plavcům šedesátých let dvacátého století a matka Eva (roz. Hudcovičová) plavala za populární slovenský plavecký oddíl Slovan Piešťany. Se závodním plaváním začínala již v 5 letech pod vedením své matky v rodných Bojnicích.
V polovině sedmdesátých let dvacátého století se s rodiči přestěhovala do Bratislavy. S dvoufázovou přípravou začala postupně v 10 letech zařazením do tréninkového střediska mládeže (TSM) při univerzitním klubu Slávia SVŠT, kde jí vedla Mária Urbanová. Specializovala se na plavecký styl znak a doplňkově kraul. Na znakařku byla subtilnější postavy, ale dynamotrické zkoušky jí pro tento styl vycházely nejlépe. Výškový a především silový deficit musela dohánět účinným, vysokofrekvenčním záběrem (tempem).
V roce 1981 byla zařazena do střediska vrcholového sportu mládeže pod vedením Otokara Urbana. Během jednoho roku v SVS se vypracovala v přední československou juniorku. V srpnu 1982 poprvé reprezentoval Československo na prestižní sportovní akci mladých sportovců ze socialistických zemí Družba v polské Osvětimi.
V roce 1983 uspěla poprvé mezi ženami. Na březnovém zimním mistrovství republiky zaplavala dva slovenské rekordy na 100 m a 200 m znak. V srpnu startovala na juniorském mistrovství Evropy ve francouzských Mylhúzách, kde na 100 m a 200 m plavala B-finále.
V olympijském roce 1984 získala na březnovém zimním mistrovství republiky dva tituly ve slovenských rekordech na 100 m (1:06,05) i 200 m znak (2:22,07). Byla na dobré cestě splnit náročná nominační kritéria československého plaveckého svazu pro start na olympijských hrách v Los Angeles. Dříve než na tuto otázku dostala odpověď vyšlo v tisku 14. května oficiální prohlášení o neúčasti Československa na olympijských hrách v Los Angeles. Do konce roku svoje březnové osobní rekordy nezlepšila a ty by s velkou pravděpodobností na nominaci nestačily – na 100 m znak potřebovala plavat čas o sekundu lepší a na 200 m o 2-3 sekundy. Hlavním nominačním kritériem svazu byl čas, kterým by reprezentant s vysokou pravděpodobností postoupil z rozplaveb (top16). Každopádně ji v roce 2014 komise ČKFP vybrala jako kandidátku reprezentace pro olympijské hry v Los Angeles.
V srpnu 1984 startovala na závodě Družba 84 v Moskvě, který byl pro sportovce z východního bloku kompenzací za ztracené olympijské hry. Na družbě zaplavala časy pod své možnosti. Na 100 m skončila na 8. místě v čase 1:08,51. Na 200 m znak skončila na posledním 7. místě v čase 2:26,93 – startovalo pouze 7 plavkyň.
V roce 1985 začala její výkonnost stagnovat. Ke svým osobním rekordům z března 1984 se ani v dalších nepřiblížila. V roce 1987 maturovala na střední polygrafické škole v Bratislavě a po přijetí na Vysokou školu ekonomickou skončila s vrcholovým sportem.